# タースーアー
タースーアー（アラビア語: تاسوعاء, translit. Tāsū‘ā’）とは、シーア派三代目イマーム・フサインが殉教した前日を指す。イスラーム暦ムハッラム月9日。このタースーアーの翌日はアーシューラーといわれ、この2日間、シーア派地域では追悼儀式が行われる。フサインの異母兄弟であるアッバースの殉教と忠誠心に追悼が捧げられる。

## 歴史
タースーアーの数日前から、ウマイヤ朝カリフヤズィードが派遣した軍勢は、イマーム・フサインとその一族の進む道をふさいでいた。ムハッラム月7日以降、ウマイヤ朝カリフヤズィードが派遣した軍勢により、フサインの軍勢は水を手に入れることができずにいた。ウマイヤ朝カリフヤズィードが派遣した軍勢がフサインたちに対しこのような圧力をかけたのは、フサインに、ヤズィードへの忠誠を誓わせるためであった。しかし、フサインは決して、この忠誠の誓いに屈することはなかった。
タースーアーの日、ウマイヤ朝カリフヤズィードが派遣した軍勢がフサインのテントへやってきた。フサインは異母兄弟であるアッバースを彼らのもとへと送り、その意図を探らせると、ウマイヤ朝カリフヤズィードが派遣した軍勢はフサインたちを殺そうとしていることが分かった。フサインは再びアッバースを彼らのもとに送り、この夜を神への礼拝によって過ごすため、襲撃を一晩遅らせるよう求めた。この時、敵軍の使いがやってきて、フサインの軍勢に向かってこう叫んだ「我々は明日まであなた方に猶予を与えよう。あなた方が降伏すれば、あなた方をイブン・ズィヤードのもとに連れて行くが、もし降伏せず、忠誠を誓うことを拒めば、あなた方と戦うことになる。」
そしてこのタースーアーの日、フサインは教友達に最後の通告をした。フサインは教友達をテントに集めてこういった。「ヤズィードの軍勢が狙っているのは私だけだ。あなた方は夜の闇を使い、ここから遠ざかりなさい」
フサインがこう言い終えると、教友達はフサインに忠誠を誓った。そしてフサインはこう言った。「私は自分の教友たちほど誠実ですばらしい仲間を見たことはない。自分の一門ほど、すばらしい一門にもあったことがない。神があなた方すべてに善を授けてくださるように。」
さらにこの日、アッバースがテントの外に出て、女性や子ども達のために川へ水を汲みに行ったという出来事が起きた。テントの外は敵の軍勢が包囲しており、川で待機していた。アッバースはこの危険の中、水を汲み、自分は一滴も飲むことなくテントへ運んだといわれている。
そのため、現在も、タースーアーの日はこのアッバースの気高い地位に敬意を表し、その殉教と忠誠心に追悼が捧げられ、哀歌が歌われる。

## イランにおけるタースーアー
イランでは、このタースーアーとアーシューラーの追悼儀式は盛大に行われる。人々は皆黒い服を身にまとい、フサイン達の殉教を思い起こす。鎖を体に打ちつけたり（زنجیرزنی）、体を叩いたりする者もいる。
イラン国内でも、ヤズドの追悼儀式が有名であるとされ、国内外から多くの人々が追悼儀式に参加している。